# Moulins-Engilbert
Pour les articles homonymes, voir Moulins.
Moulins-Engilbert est une commune française située dans le département de la Nièvre, en région Bourgogne-Franche-Comté.

## Géographie

### Localisation
La commune est une des portes du parc naturel régional du Morvan dont elle fait partie depuis 2008.

### Villages, hameaux, lieux-dits et écarts
(liste non exhaustive)
- Chaumes de Marry, Commagny, James, Marry, les Perrières, les Houllières, le Champ Mort, Velées, Villaine, les Levées, Champcourt, le Pavillon, la Gretaude, Acroux, la Croix Guillier, Chevannes, Charpiot, le Gros Chêne, le Bois de Chaume.

### Relief et géologie
La commune est située à cheval sur la faille du Bazois, à la fois sur des sols de roches métamorphiques (granites, schistes, quartz, etc.) et sédimentaires (calcaires fins et marneux). Son paysage est caractérisé par des vallées et des plateaux recouverts de bocages à l'ouest et de la basse montagne vers l'est (Morvan).

### Hydrographie
La ville est située à la confluence de deux rivières, le Garat et le Guignon.

### Climat
Pour des articles plus généraux, voir Climat de la Bourgogne-Franche-Comté et Climat de la Nièvre.
En 2010, le climat de la commune est de type climat océanique altéré, selon une étude du Centre national de la recherche scientifique s'appuyant sur une série de données couvrant la période 1971-2000. En 2020, Météo-France publie une typologie des climats de la France métropolitaine dans laquelle la commune est toujours exposée à un climat océanique altéré et est dans la région climatique  Centre et contreforts nord du Massif Central, caractérisée par un air sec en été et un bon ensoleillement.
Pour la période 1971-2000, la température annuelle moyenne est de 10,9 °C, avec une amplitude thermique annuelle de 16,1 °C. Le cumul annuel moyen de précipitations est de 995 mm, avec 12,6 jours de précipitations en janvier et 7,9 jours en juillet. Pour la période 1991-2020, la température moyenne annuelle observée sur la station météorologique de Météo-France la plus proche, « Chateau Chinon », sur la commune de Château-Chinon (Ville) à 13 km à vol d'oiseau, est de 10,5 °C et le cumul annuel moyen de précipitations est de 1 252,3 mm. 
La température maximale relevée sur cette station est de 38,8 °C, atteinte le 25 juillet 2019 ; la température minimale est de −21,3 °C, atteinte le 10 février 1956,,.
Les paramètres climatiques de la commune ont été estimés pour le milieu du siècle (2041-2070) selon différents scénarios d'émission de gaz à effet de serre à partir des nouvelles projections climatiques de référence DRIAS-2020. Ils sont consultables sur un site dédié publié par Météo-France en novembre 2022.

## Urbanisme

### Typologie
Au 1er janvier 2024, Moulins-Engilbert est catégorisée bourg rural, selon la nouvelle grille communale de densité à sept niveaux définie par l'Insee en 2022.
Elle est située hors unité urbaine et hors attraction des villes,.

### Occupation des sols
L'occupation des sols de la commune, telle qu'elle ressort de la base de données européenne d’occupation biophysique des sols Corine Land Cover (CLC), est marquée par l'importance des territoires agricoles (70,7 % en 2018), en diminution par rapport à 1990 (71,8 %). La répartition détaillée en 2018 est la suivante : prairies (67,7 %), forêts (24,7 %), zones urbanisées (4,6 %), zones agricoles hétérogènes (3 %), mines, décharges et chantiers (0,1 %). L'évolution de l’occupation des sols de la commune et de ses infrastructures peut être observée sur les différentes représentations cartographiques du territoire : la carte de Cassini (XVIIIe siècle), la carte d'état-major (1820-1866) et les cartes ou photos aériennes de l'IGN pour la période actuelle (1950 à aujourd'hui).

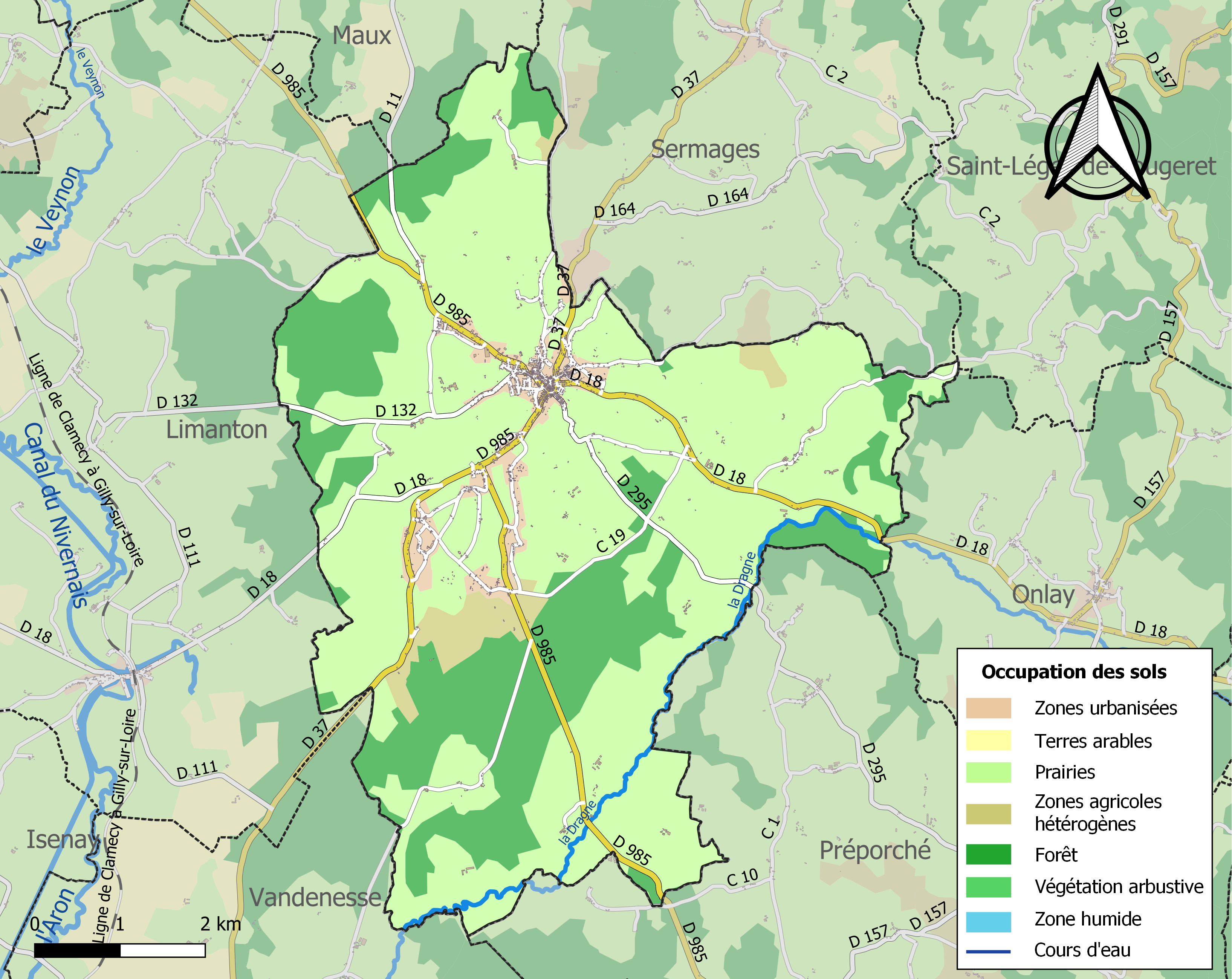
Carte des infrastructures et de l'occupation des sols de la commune en 2018 (CLC).

## Toponymie
Engelbert/Engilbert est un nom de personne germanique formé de engel, « ange » et berht, « brillant, illustre ». L'explication de ce nom est floue, on ne trouve aucun rapport avec un certain Angilbert de l'époque de Charlemagne, comme ont pu l'avancer des érudits du XIXe siècle.

## Histoire

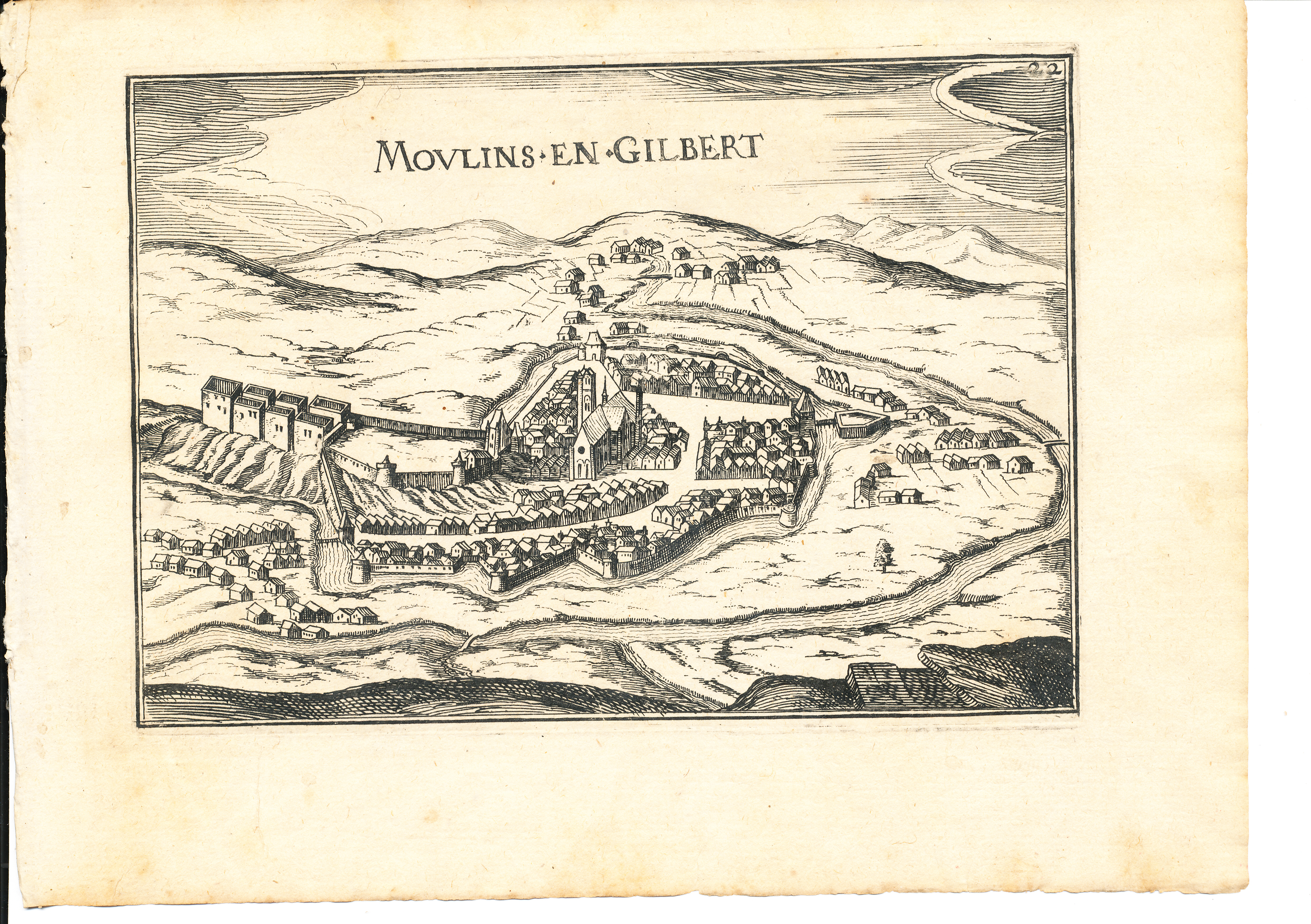
Gravure extraite de Les Plans et Profils de toutes les principales villes et lieux considérables de France. par le Sieur Christophe Tassin, géographe ordinaire de sa Majesté. À Paris, chez Melchior Tavernier, en l'Isle du Palais. 1634 (Province de Bourgogne).

Des fouilles, effectuées à Marry en 1877, révèlent des mosaïques, des poteries ou encore des monnaies romaines qui attestent l'existence d'une ancienne villa romaine.
Moulins-Engilbert aurait obtenu ses premières franchises à la fin du XIIe siècle, mais aucun texte ne nous est parvenu. Le territoire appartient aux comtes de Nevers, longtemps vassaux des ducs de Bourgogne. À la fin du XIe siècle, la ville s'entoure de remparts.
Le château daté des Xe - XVe siècle, dont il reste l'ensemble des remparts et deux bâtiments partiellement conservés, a abrité en décembre 1290 la célébration du mariage de Louis de Flandre avec Jeanne de Rethel, et en 1424 l’union de Philippe le Bon, duc de Bourgogne, avec Bonne d'Artois, veuve de Philippe de Bourgogne, ainsi que la rédaction de la Coutume de Nevers en 1463-1464 à défaut de neuf articles et finalement signée définitivement en 1534 à Nevers.
La ville aurait brûlé en 1509 (ou 1525 et aurait souffert au XVIe siècle des guerres de Religion, le château aurait été pillé et incendié en 1525…) mais de tout ceci nous n'avons aucune preuve.
Cette châtellenie devient, pendant la Révolution, chef-lieu de district avec cinq cantons, puis, en 1800, chef-lieu d'un simple canton.
Entre 1795 et 1800, la commune absorbe celle voisine de Sermages.
Au cours de la période révolutionnaire de la Convention nationale (1792-1795), la commune porta provisoirement le nom de Moulins-la-République.
En 1841, la commune de Sermages prend son indépendance et celle voisine de Commagny est absorbée à son tour.
Au XIXe siècle, la ville compte de nombreux moulins, ainsi que des tanneries et des tuileries. Un grand champ de foire est construit. Mais ni le canal du Nivernais, ni la ligne de chemin de fer Clamecy - Cercy-la-Tour ne passent a Moulins-Engilbert. L'exode rural est entamé dès la fin du XIXe siècle.
Le marché aux bestiaux rendit la ville assez connue et son nouveau marché au cadran, installé en 1983, la propulsa au rang des plus grands marchés de la région.
Malgré l'arrivée du tacot en 1910, Moulins-Engilbert reste à l'écart des voies modernes de communication. Au XXe siècle, cette commune est réputée pour son marché au cadran.

## Politique et administration

### Liste des maires
| Période                                  | Période  | Identité           | Étiquette     | Qualité               |
| ---------------------------------------- | -------- | ------------------ | ------------- | --------------------- |
| Les données manquantes sont à compléter. |          |                    |               |                       |
| 1861                                     | 1869     | Louis POUGAULT     |               |                       |
| 1896                                     | 1903     | Joseph Berger      |               |                       |
| mars 2001                                | 2014     | Jacques Guillemain | SE            | Conseiller général    |
| 2014                                     | 2020     | Frédéric Monet     | DVG puis LREM | Moniteur d'auto-école |
| 2020                                     | En cours | Serge Ducreuzot    |               |                       |

## Population et société

### Démographie
L'évolution du nombre d'habitants est connue à travers les recensements de la population effectués dans la commune depuis 1793. Pour les communes de moins de 10 000 habitants, une enquête de recensement portant sur toute la population est réalisée tous les cinq ans, les populations de référence des années intermédiaires étant quant à elles estimées par interpolation ou extrapolation. Pour la commune, le premier recensement exhaustif entrant dans le cadre du nouveau dispositif a été réalisé en 2006.

En 2022, la commune comptait 1 354 habitants, en évolution de −6,94 % par rapport à 2016 (Nièvre : −3,28 %, France hors Mayotte : +2,11 %).
| 1793  | 1800  | 1806  | 1821  | 1831  | 1836  | 1841  | 1846  | 1851  |
| ----- | ----- | ----- | ----- | ----- | ----- | ----- | ----- | ----- |
| 1 136 | 2 517 | 2 317 | 2 482 | 2 937 | 3 316 | 2 867 | 3 013 | 3 016 |

| 1856  | 1861  | 1866  | 1872  | 1876  | 1881  | 1886  | 1891  | 1896  |
| ----- | ----- | ----- | ----- | ----- | ----- | ----- | ----- | ----- |
| 3 057 | 2 828 | 2 978 | 3 030 | 3 108 | 3 484 | 3 545 | 3 411 | 3 214 |

| 1901  | 1906  | 1911  | 1921  | 1926  | 1931  | 1936  | 1946  | 1954  |
| ----- | ----- | ----- | ----- | ----- | ----- | ----- | ----- | ----- |
| 3 086 | 2 841 | 2 790 | 2 412 | 2 322 | 2 288 | 2 151 | 2 224 | 1 989 |

| 1962  | 1968  | 1975  | 1982  | 1990  | 1999  | 2006  | 2011  | 2016  |
| ----- | ----- | ----- | ----- | ----- | ----- | ----- | ----- | ----- |
| 1 894 | 1 905 | 1 830 | 1 732 | 1 711 | 1 571 | 1 685 | 1 557 | 1 455 |

| 2021  | 2022  | - | - | - | - | - | - | - |
| ----- | ----- | - | - | - | - | - | - | - |
| 1 384 | 1 354 | - | - | - | - | - | - | - |

### Manifestations culturelles et festivités
- Le festival « Faites le mur », festival d'art mural en Morvan. De cette rencontre inédite avec les artistes, au cœur d'un village qui réunit à lui seul trois grands noms du trompe-l’œil (Henri Cadiou, Pierre Gilou et Daniel Solnon), est né, au ﬁl des rues, un parcours de fresques évoquant le patrimoine et les richesses du Morvan, son histoire, ses savoir-faire d’hier et d’aujourd’hui.

## Économie
- Marché au cadran, en fonction depuis 1983.
- Économie essentiellement agricole, mais également artisanale avec de nombreuses entreprises, du bâtiment entre autres et administrative avec la présence d'antennes du conseil départemental, d'un collège, du Foyer de vie, d'une maison de retraite et de la communauté de communes. (source : diagnostic du PLUi)
- Ouverture du Télécentre du Sud Morvan, proposant 7 bureaux à louer, ainsi que 2 salles de réunion afin de permettre aux créateurs d'entreprises ou à des salariés souhaitant s'installer dans le Morvan de trouver des conditions de travail idéal, avec connexion directe à la fibre optique.

## Culture locale et patrimoine

### Lieux et monuments
Civils
- Le château de Moulins-Engilbert dit le Vieux Château des Xe et XVe siècles[18]. Une association, « les Amis du Vieux Château », s'est créée en 2006 pour entretenir et mettre en valeur le château par des petits travaux de restauration et des activités culturelles ;
- Le château de Marry ;
- Le marché au cadran ;
- La maison de l'élevage et du Charolais, une des maisons relevant du réseau de l'écomusée du Morvan. La maison retrace l'histoire du Morvan agricole et de ses agriculteurs-éleveurs depuis le XIXe siècle à nos jours[19] ;
- Grenier à sel du XVe siècle.

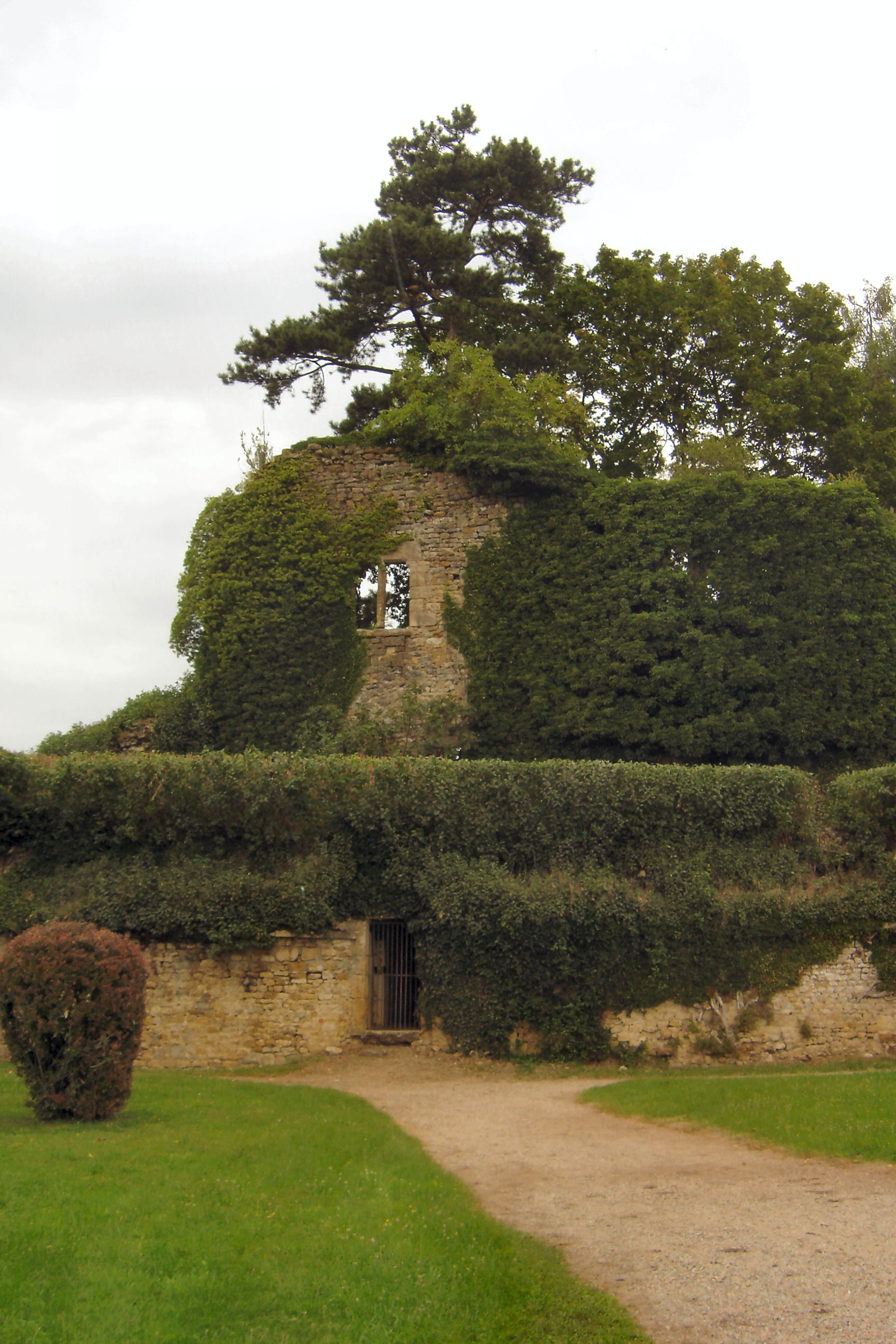
Le château (Xe – XVe siècle).
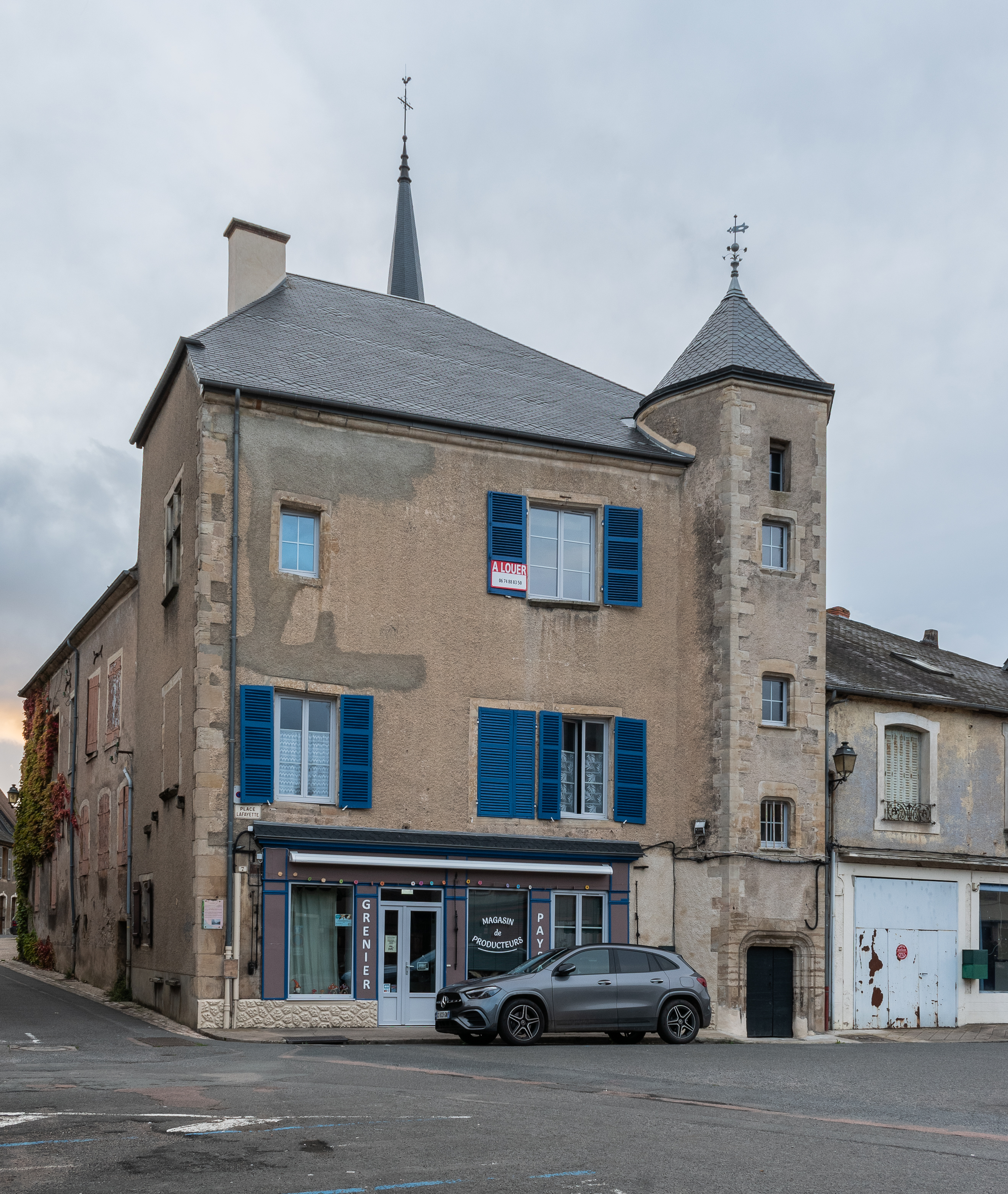
Le grenier à sel du XVe siècle.
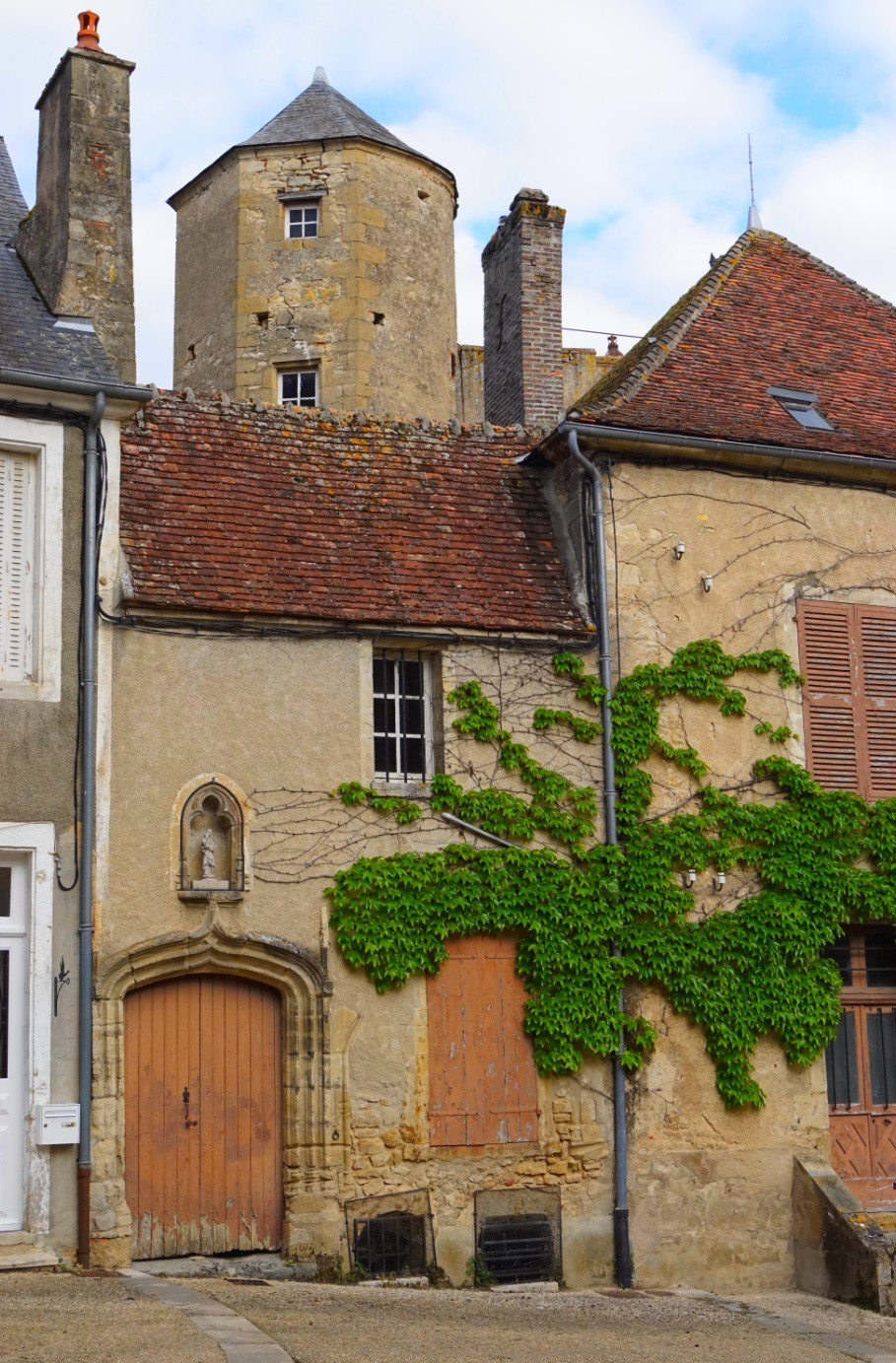
Une maison XVe siècle.
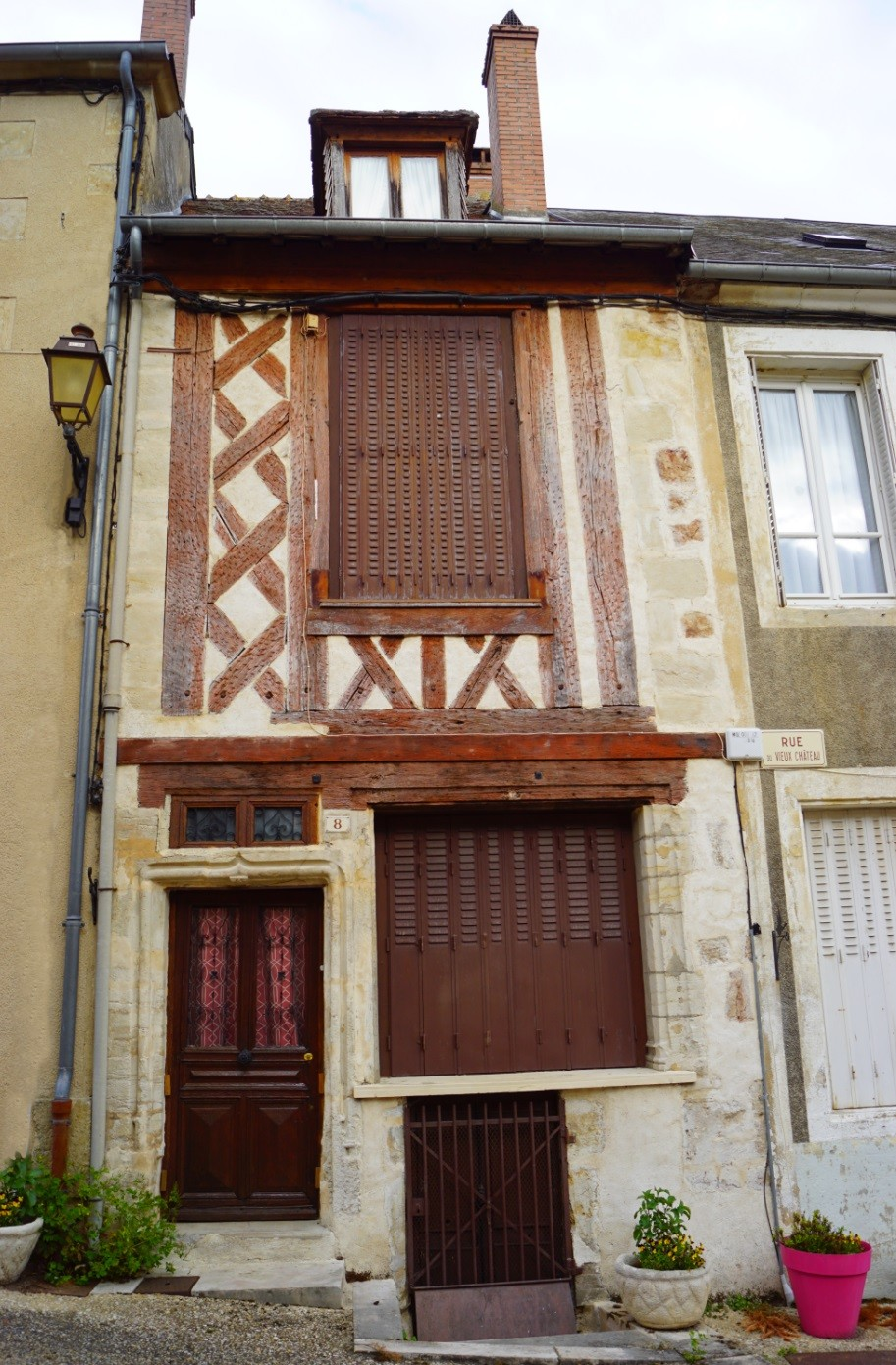
Une maison XVe siècle.
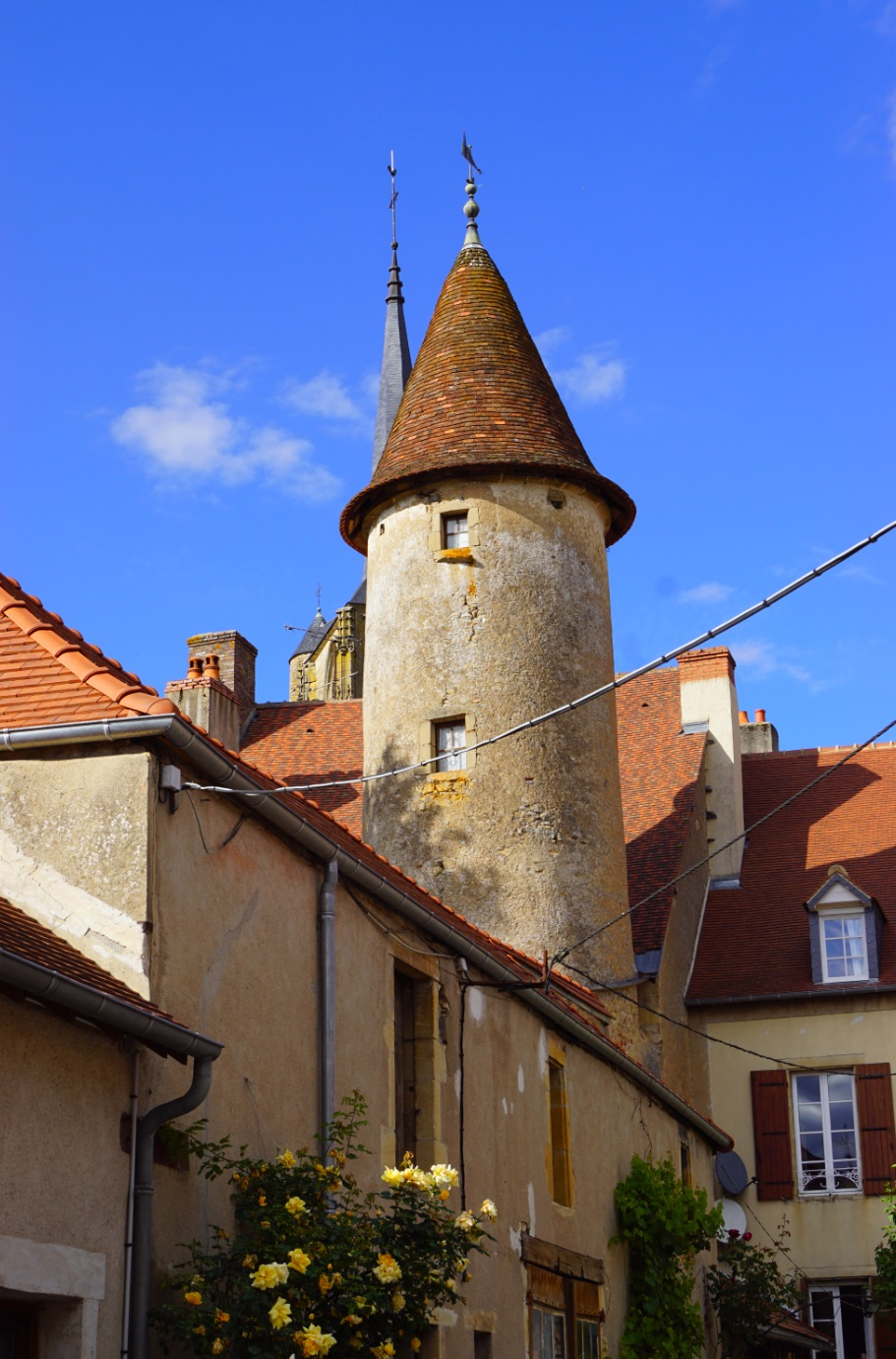
Une maison à tourelle.

Religieux
- Le couvent des Ursulines : (1635, 1719, 1725), actuel EHPAD, rue Saint-Jacques, propriété privée. NB : cet ancien couvent héberge maintenant une fresque de grand format réalisée dans le cadre du festival Faites le mur. Elle est visible au 1er étage, à gauche de l'escalier, dans le patio.
- Le couvent et ancienne chapelle des Pères de Picpus, ordre franciscain : 1638. Le couvent et les vestiges de l’ancienne chapelle sont inscrits aux Monuments Historiques, propriétés privées situées 41 rue du Commandant-Blin (ancienne chapelle) et 1 rue de James (couvent). Les jardins typiques comportent une pièce d'eau alimentée par une source qui est régulée par une pelle en extrémité du bief. Les deux propriétés ont été séparées par un mur après la Révolution et le départ des Pères. Plusieurs sculptures et gravures attestent du passé religieux des bâtiments conventuels dont un Cœur du Christ et différentes niches dédiées à la Vierge.
- L'église Saint-Jean-Baptiste, des XIVe, XVIe et XXe siècles. Bel édifice du Moyen Âge finissant présentant une nef non voûtée ouvrant sur une abside en cul-de-four. Jugement dernier, vitrail du XVIe siècle. Abondamment sculpté à l'intérieur comme à l'extérieur. À l'intérieur : un bois polychrome représentant saint Eloy, daté du XVIIe siècle et  Classé MH (1963), cette statue devait être honorée lors d'une procession le 25 juin par la confrérie de Saint-Loy, qui existait au début du XVIIe siècle[20]. Ouverte tous les jours[21].
- L'église des XVe et XVIe siècles[22].
- Le prieuré Saint-Hilaire de Commagny des XIIe et XVe siècles[23] selon l'histoire de l'art, appartenant à l'abbaye de Saint-Martin d'Autun en 1161. L'église est dédiée à saint Laurent et l'une des chapelles attenantes est dédiée à saint Gervais et saint Protais.

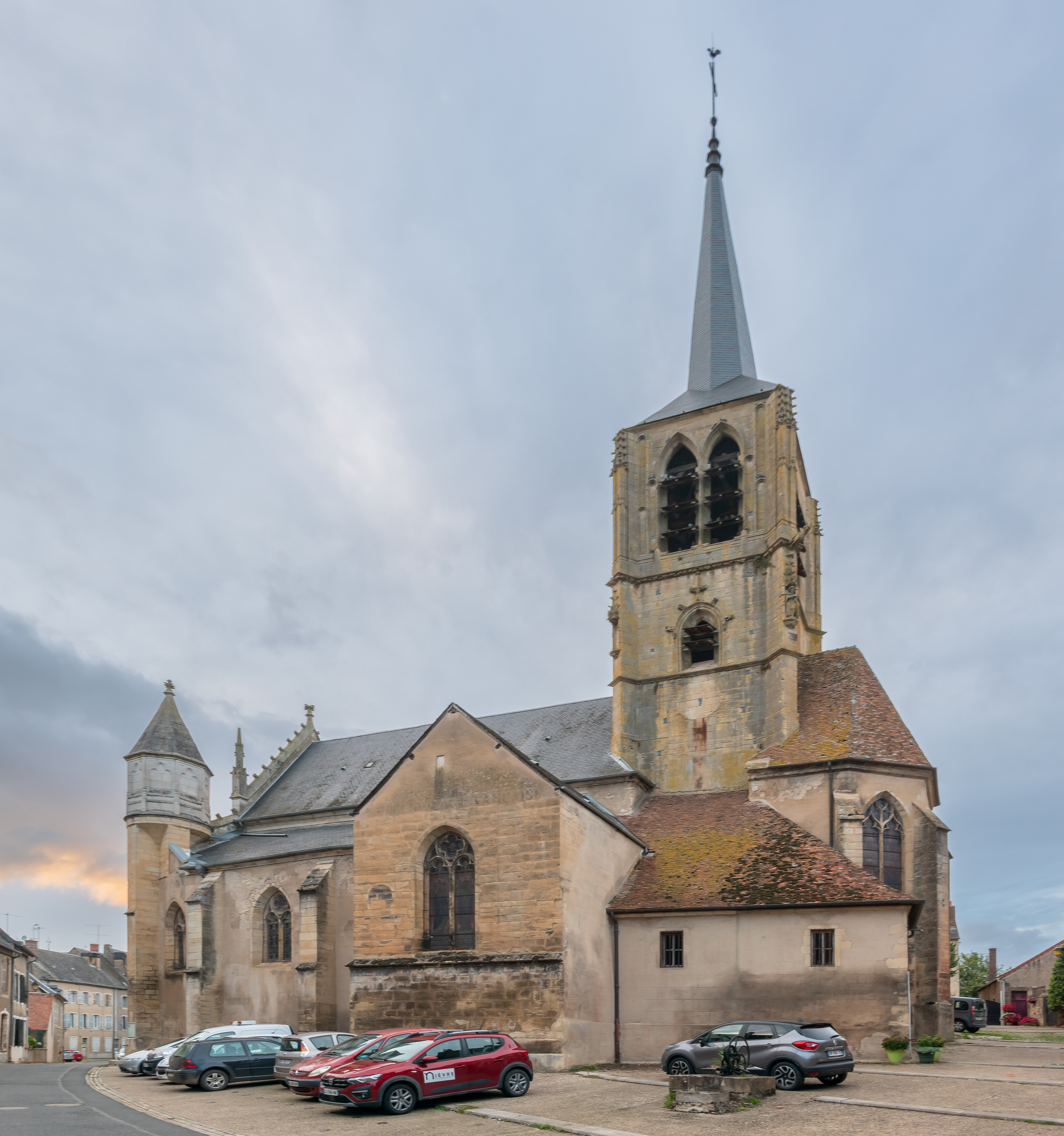
L'église Saint-Jean Baptiste.
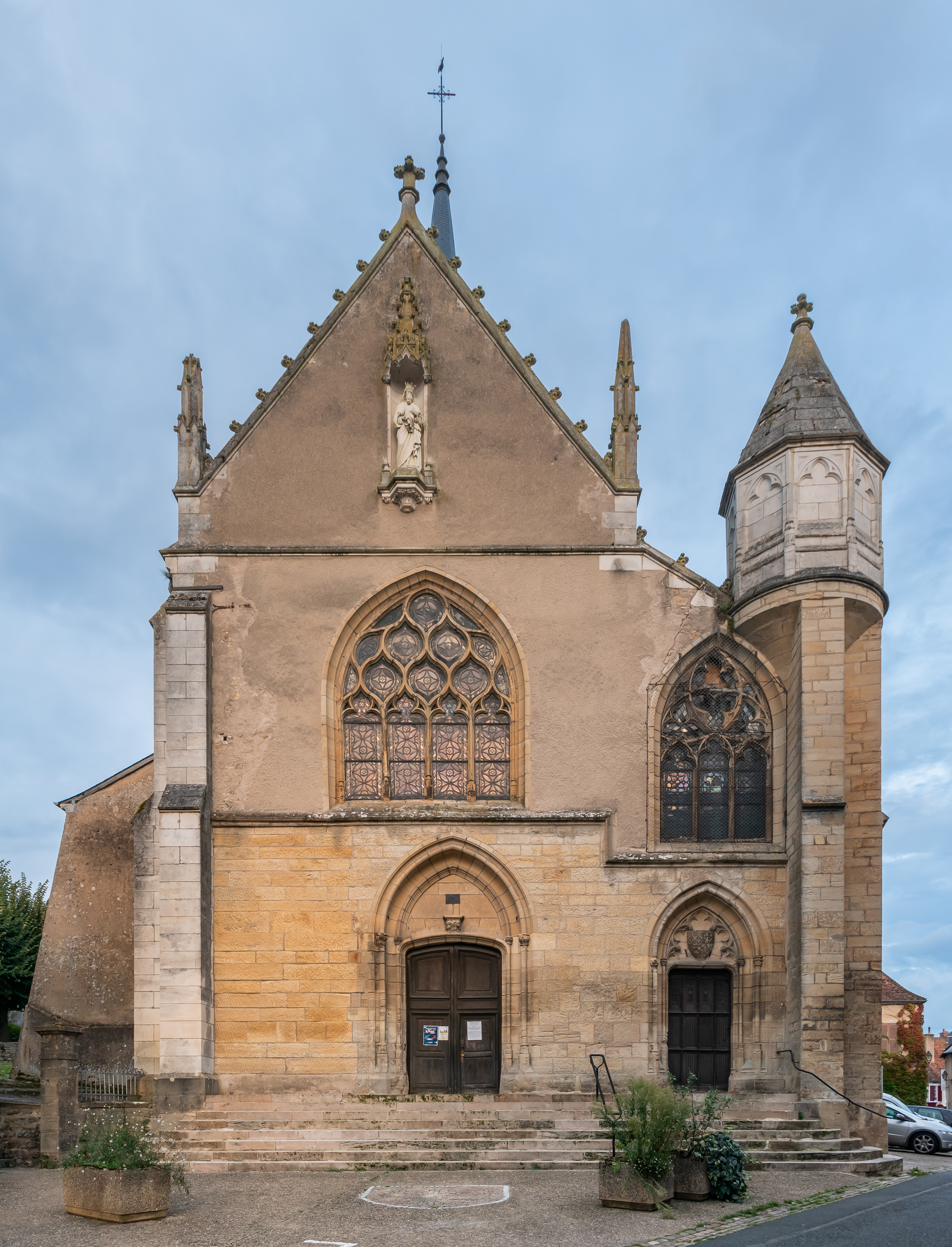
L'église Saint-Jean Baptiste.
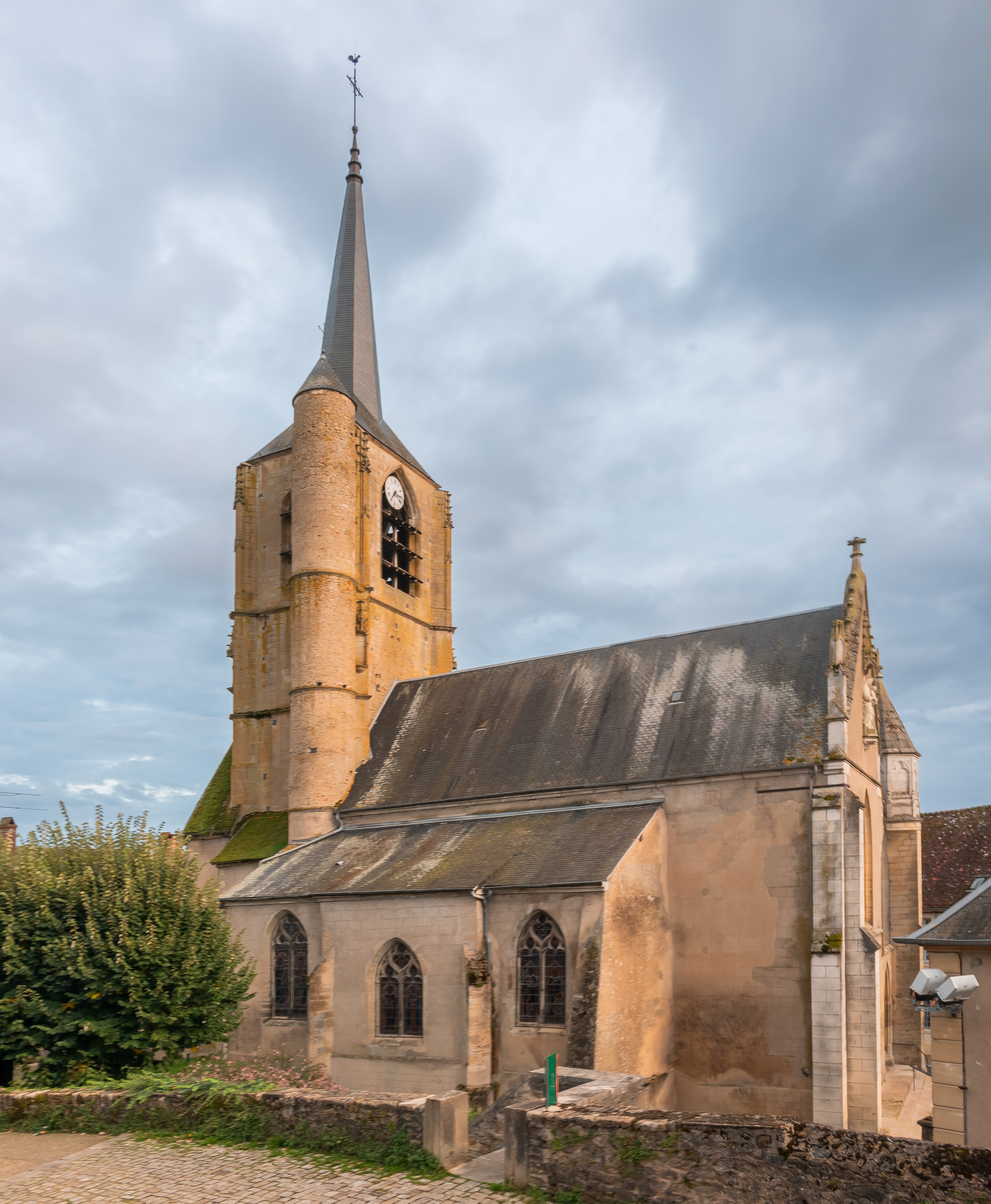
Église Saint-Jean-Baptiste.
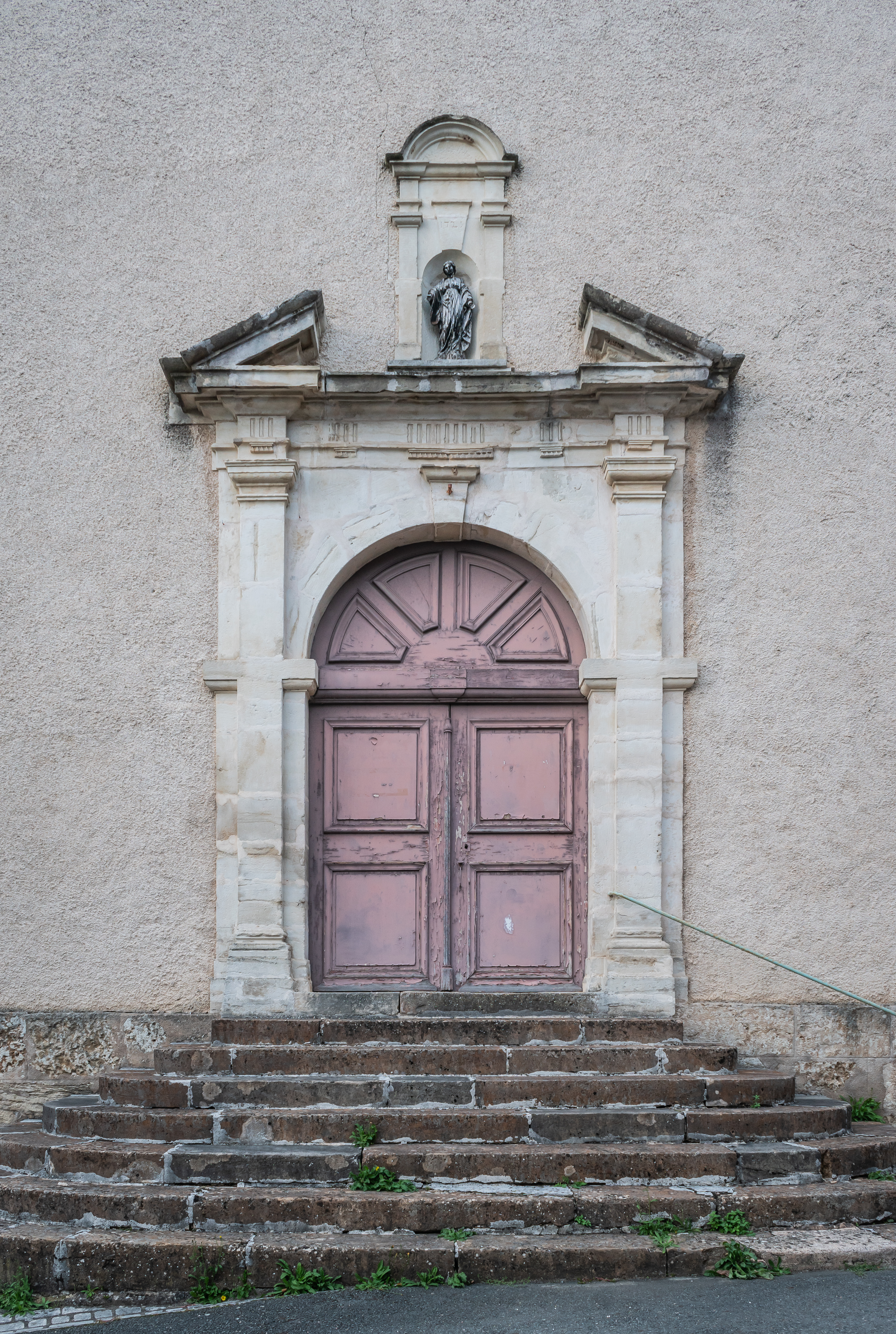
Portail de la chapelle des Ursulines.
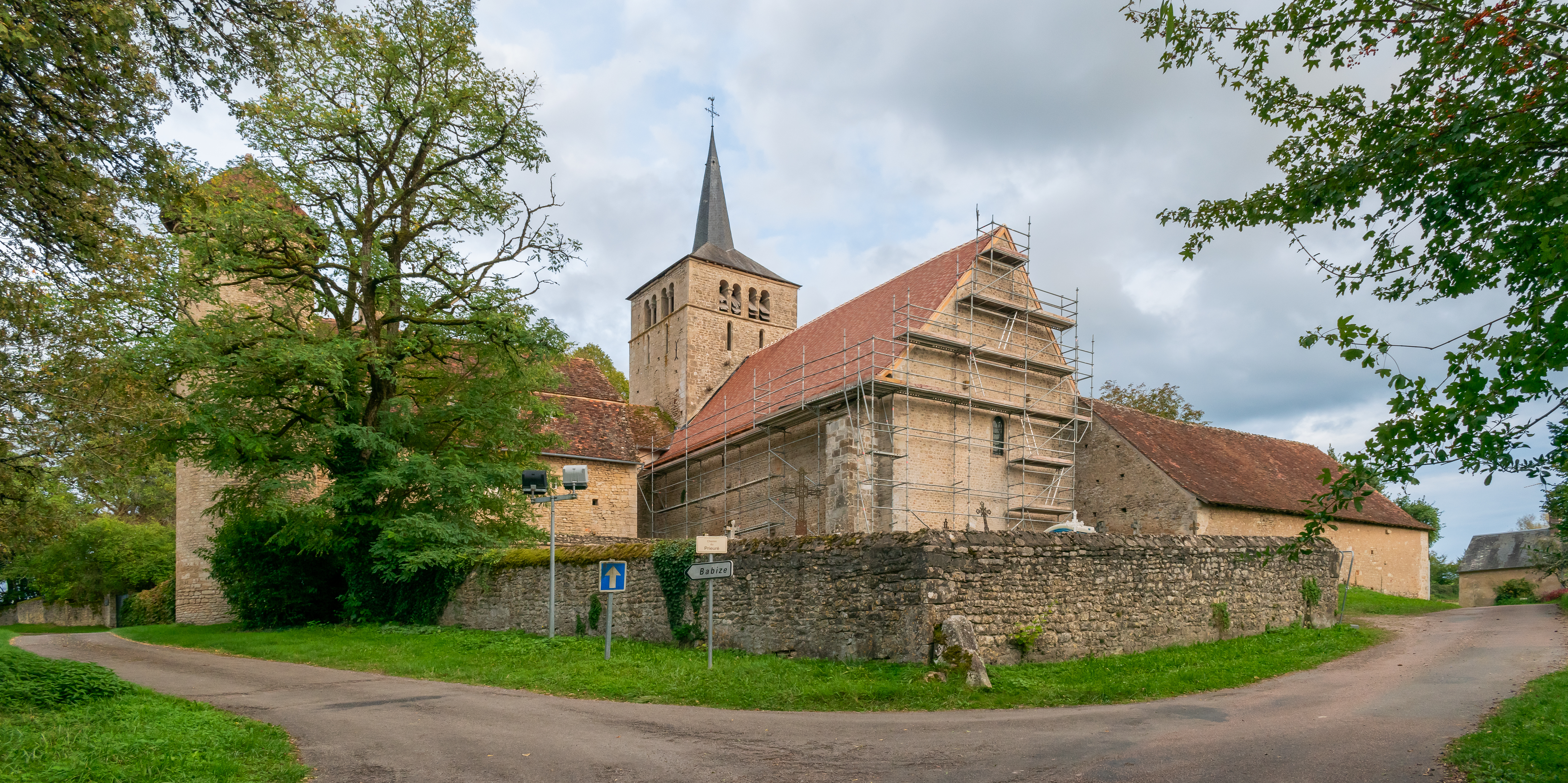
Le prieuré de Commagny.

### Personnalités liées à la commune
- Philippe de Moulins (1325-31 juillet 1409), né à Moulins-Engilbert, évêque d'Évreux puis de Noyon, secrétaire et conseiller des rois Jean II, Charles V et Charles VI.
- Charles François Robert de Chevannes, (Moulins-Engilbert, 1737 - Lormes, 1823), maréchal des logis de la garde du roi, commandant au château de Versailles en 1789, chevalier de l'Ordre de Saint-Louis.
- Guillaume-Amable Robert de Chevannes (1752 à Moulins-Engilbert - 1823 à Saint-Pierre-le-Moûtier), avocat et homme politique, député du tiers état.
- Jules Miot (1809-1883), député de la Nièvre en 1848, membre du Conseil de la Commune de Paris en 1871, a été pharmacien à Moulins-Englibert dans la première moitié du XIXe siècle.
- Jean Thibaudin, né à Moulins-Engilbert en 1822, général et ministre de la Défense (1883).
- Guillaume Tollet, né dans la commune le 12 août 1735 et décédé à Vandenesse en 1805. Il fut curé et maire de cette dernière ville, évêque constitutionnel de Nevers, ainsi que président du Directoire (conseil général) de la Nièvre en 1792.
- Hugues Imbert (1842-1905), critique musical et musicographe, est né à Moulins-Engilbert.
- Louis Auvert est un ingénieur ferroviaire spécialisé dans la traction électrique né à Moulins-Engilbert en 1857.
- Amédée Dunois (1878-1945), est né à Moulins-Engilbert. Arrêté par la Gestapo en 1943, il meurt au camp de Bergen-Belsen en février 1945. Écrivain et humaniste, syndicaliste aux côtés de Jean Jaurès.
- Henri Cadiou (1906-1989), né et mort à Paris. Artiste peintre ayant fréquenté Moulins-Engilbert de 1935 à 1988, où il peignit une partie importante de son œuvre. Sa sépulture se trouve à Moulins-Engilbert où une rue porte son nom depuis 2001.
- Wilfrid Perraudin (1912-2006), artiste peintre, natif de la commune.

### Héraldique
| Blason | Blasonnement : « De gueules, à la croix ancrée d'or. » |